# غاوخوس تشيتاب (كبغيان)
غاوخوس تشيتاب (بالفارسية: گاوخوس چیتاب) هي قرية تقع في إيران في قسم كبغيان الريفي.